# Alexandra's Project
Alexandra's Project is een lowbudgetfilm uit Australië uit 2003 van de Nederlands-Australische regisseur Rolf de Heer.

## Verhaal
Steve is manager, woont in een rustige buitenwijk, is vader van twee en ogenschijnlijk gelukkig getrouwd met Alexandra. Op zijn verjaardag wordt hij gepromoveerd en een verrassingsfeestje verwachtend vertrekt hij goedgemutst huiswaarts. Daar vindt hij een leeg huis met de rolluiken gesloten en de lampen uitgedraaid. Hij verwacht eerst dat iedereen zich verstopt heeft, maar kan uiteindelijk slechts een videoband met het opschrift "speel mij af" vinden.
Daarop staan zijn vrouw, dochter en zoontje, die hem een gelukkige verjaardag wensen. Als de kinderen weg zijn zet Alexandra muziek op en begint een striptease. Als de muziekcassette ten einde is staat ze nog in haar ondergoed en aarzelt. Dan gaat ze zitten zegt eerst te willen praten. Ze legt uit ongelukkig te zijn over haar leven, en vooral de manier waarop hij haar behandelt. Ze beschuldigt hem van ontrouw, enkel met haar getrouwd om haar lichaam dat aan al zijn seksuele wensen moet voldoen.
Vervolgens zegt ze dat drie dagen eerder borstkanker werd vastgesteld en dat ze een dubbele mastectomie zal moeten ondergaan. Steve is geschokt en in tranen, maar dan zegt Alexandra dat dat maar een grap was. Ze gaat verder over haar onbetekenende leven en haalt een pistool boven. Ze zet het tegen haar slaap en haalt de trekker over, maar het blijkt niet geladen te zijn.
Doorheen haar relaas heeft Alexandra nu ook haar ondergoed uitgetrokken. Steve ziet nu de hand van zijn buurman Bill over haar borst gaan. Ze vertelt dat ze, in plaats van hem erom te smeken, zelf geld heeft verdiend door thuis seks te hebben met vreemden. Tot Steves ontzetting geeft ze hem, samen met de buurman, daarvan een demonstratie. Alexandra komt nog ter zake en zegt dat ze vertrekt. Ook heeft ze heeft alle foto's van de kinderen meegenomen en mag hij hen nooit meer zien.
Intussen krijgt Steve door dat hij niet langer naar de video aan het kijken is, maar naar rechtstreekse beelden van bij de buurman. Als de uitzending gedaan is hoort hij buiten een auto wegrijden. Steve zit echter ingesloten in het huis daar de sloten vervangen zijn en hij de ramen niet open krijgt. Via de zolderverdieping slaagt hij er echter in bij de buurman binnen te breken.
Die staat hem echter al op te wachten met een pistool in de hand. Hij leeft wel enigszins met Steve mee en biedt hem een borrel aan terwijl ze op de politie wachten. Intussen vertelt hij dat Alexandra hem — hij heeft een bedrijfje in inbraakpreventie — had ingehuurd om het hele gebeuren technisch op touw te zetten. Zijn laatste opdracht bestaat erin de kinderen van de videoband te wissen terwijl Steve in de cel zit. Hij belooft echter toch een klein fragmentje te laten staan. En zodoende, als Steve na een nachtje cel thuiskomt zijn die enkele seconden de enige herinnering die hij nog aan zijn kinderen overhoudt.

## Rolbezetting
| Acteur          | Personage | Opmerkingen    |
| --------------- | --------- | -------------- |
| Gary Sweet      | Steve     | Protagonist    |
| Helen Buday     | Alexandra | Steves vrouw   |
| Bogden Koca     | Bill      | Buurman        |
| Samantha Knigge | Emma      | Steves dochter |
| Jack Christie   | Sam       | Steves zoon    |
| Eileen Darley   | Christine |                |
| Geoff Revell    | Rodney    |                |

## Prijzen en nominaties
Alexandra's Project heeft vele nominaties voor filmprijzen behaald en er drie van verzilverd. Zo werd regisseur Rolf de Heer op het Filmfestival van Berlijn genomineerd voor een Gouden Beer. In zijn thuisland won hij een prijs voor het scenario van de film, dat eveneens van zijn hand is. Op het Festival des films du monde de Montréal won hij de prijs voor beste film uit Oceanië en op het festival van Valladolid won hoofdrolspeelster Helen Buday een prijs als beste actrice.